# Милица Андреевна Покобатько
Милица Андреевна Покобатько — второстепенный персонаж романа «Мастер и Маргарита» Михаила Булгакова. Актриса разъездного районного театра.

## В романе
Не появляется как действующее лицо романа.
Упоминается в романе дважды (в 12 и 27 главах) только с чужих слов. Из них становится читателю ясным, что Милица — вторая любовница Аркадия Аполлоновича Семплеярова.
Играла в театре роль Луизы.
Жила на Елоховской улице.
«- Уй, мадам! — подтвердил Фагот, — натурально, вы не понимаете. Насчет же заседания вы в полном заблуждении. Выехав на упомянутое заседание, каковое, к слову говоря, и назначено-то вчера не было, Аркадий Аполлонович отпустил своего шофера у здания акустической комиссии на Чистых прудах (весь театр затих), а сам на автобусе поехал на Елоховскую улицу в гости к артистке разъездного районного театра Милице Андреевне Покобатько и провел у неё в гостях около четырёх часов.
— Ой! — страдальчески воскликнул кто-то в полной тишине.
Молодая же родственница Аркадия Аполлоновича вдруг расхохоталась низким и страшным смехом.
— Все понятно! — воскликнула она, — и я давно уже подозревала это. Теперь мне ясно, почему эта бездарность получила роль Луизы!»

## Научный анализ
Е. Ю. Колышева, собравшая полное собрание черновиков романа (издано в 2014 году), пишет, что «персонаж, намечается, вероятно, в 1931 году. В тетради I черновиков романа этого года Булгаков записывает персонажей главы „Сеанс окончен“, так тогда и не написанной: „Заведующий акустикой московских государственных театров Пафнутий Аркадьевич Семплеяров. Вордолазов. Актриса Варя Чембунчи“ (Ф. 562, к. 6, ед. 3, л. 16). Персонаж оформляется в период 1934—1935 гг…. В главе 11 „Белая магия и её разоблачение“ читаем: „— Нон, мадам, — ответил клетчатый, — вы в заблуждении. Выехав вчера на машине на заседание, Аркадий Аполлонович повернул в 3-ю Мещанскую улицу и заехал к нашей очаровательной артистке Клавдии Парфеновне Гаугоголь…“ (Ф. 562, к. 7, ед. 2, с. 41). Фамилия Гаугоголь фигурирует в списке „Фамилии“, составленном Булгаковым в черновиках 1933 года (Ф. 562, к. 6, ед. 6, с. 215). Перед этой записью следует продолжение главы о фокусах великих пересмешников. Фамилия Покобатько впервые появляется в тот же период 1934—1935 гг. Рядом с вариантами и окончательным названием главы 16 „Что снилось Босому“ Булгаков записал несколько фамилий, среди них и Покобатько (Ф. 562, к. 7, ед. 2, с. 67). В редакции романа 1937 года — „Князь тьмы“ — в главе 12 „Черная магия“ от коварного Коровьева узнаем, что Аркадий Аполлонович Семплеяров, вместо заседания, „поехал на Елоховскую площадь и провел три часа в гостях у очаровательной Клавдии Никоновны Альберт, с которой предварительно уговорился днем по телефону“ (Ф. 562, к. 7, ед. 6, с. 287—288). Наименование Милица Андреевна Покобатько оформляется в следующей редакции романа — „Мастер и Маргарита“, 1937—1938 гг. В главе 12 „Черная магия и её разоблачение“ Коровьев .. повествует о том, как Аркадий Аполлонович отправился „на Елоховскую улицу к артистке разъездного районного театра Милице Андреевне Покобатько и провел у неё в гостях около четырёх часов“ (Ф. 562, к. 7, ед. 8, с. 342)».
Персонаж и имя специально изучены в статье кандидата филологических наук А. А. Фомина.
Кандидат филологических наук Е. П. Багирова отмечает в романе «модель антропонимов, составленные из необычного имени и заурядной фамилии (отчества) или наоборот: Адельфина Буздяк, Алоизий Могарыч, Милица Покобатько, Ида Геркулановна Ворс, Сергей  Герардович  Дунчиль, Анна  Францевна  де  Фужере и др.» и приходит к выводу, что «сочетание русского и иноязычного, лексически несовместимого и разнопланового материала в пределах одной номинации придает повествованию эффект надуманности, искусственности, странности. Непривычные, внемодельные имена, как знаки абсурда, отражают иронический ракурс авторского освоения действительности» (Багирова 2011: 71).